# Rise of Prussia
Rise of Prussia (tạm dịch: Sự trỗi dậy của nước Phổ) là trò chơi máy tính thuộc thể loại wargame đại chiến lược kiêm chiến thuật theo lượt do hãng AGEOD phát triển và Paradox Interactive phát hành vào ngày 9 tháng 3 năm 2010. Game lấy bối cảnh từ cuộc chiến tranh 7 năm (1756 – 1763) ở Châu Âu.

## Cách chơi
Rise of Prussia có số lượng tướng lĩnh lên đến hơn 200 cùng với 300 đơn vị quân sự khác nhau. Người chơi được quyền lựa chọn hai phe khác gồm nước Phổ và đồng minh lãnh đạo bởi Frederick II, còn phe kia gồm nước Áo thù địch và đồng minh của họ. Mỗ tướng lĩnh đều có những kỹ năng cá nhân riêng biệt có thể cung cấp điểm thưởng cho các đơn vị quân của họ ví dụ như Federick II có điểm thưởng về di chuyển khiến cho quân đội dưới quyền ông sẽ hành quân nhanh hơn các tướng khác. Có khoảng 20 màn chơi kịch bản, trong đó 12 kịch bản chủ yếu xoay quanh những trận chiến quan trọng này và phần chơi đại chiến dịch sẽ bao gồm toàn bộ các cuộc xung đột trong suốt cuộc chiến tranh bảy năm, Bản đồ trong game bao gồm toàn bộ nước Đức và các vùng xung quanh với hơn 1,000 khu vực lớn, nhỏ khác nhau.
Khi tham gia vào 3 chiến dịch đầu tiên, game sẽ được hướng dẫn cho người chơi từng bước các chức năng di chuyển, quản lý, xây dựng, sau khi đã thành thạo cách điều khiển, người chơi sẽ chinh phục châu Âu bằng cách tham gia vào các chiến dịch xuyên suốt thời kỳ này. Để hoàn thành mỗi chiến dịch này cần mất khoảng hơn 100 lượt ra lệnh, mỗi lần lệnh được điều xuống thì phải mất một thời gian nhất định binh lính mới bắt đầu thực thi. Điều này đòi hỏi người chơi cần phải đầu tư một khoảng thời gian đáng kể để chinh phục tất cả các vùng đất. Ngoài các chiến dịch dài ra thì game còn đưa ra sự lựa chọn mới với những chiến dịch ngắn ngày theo từng năm. Chiến dịch ngắn này không đòi hỏi quá nhiều thời gian và công sức. Người chơi có thể hoàn thành từng bước mà không cần bận tâm quá nhiều về quân số, lương thực… và chỉ cần đạt được những mục tiêu nhất định mà game đặt ra trong các chiến dịch này như là chiếm một ngôi làng hay tiêu diệt mộtđơn vị quân của đối phương.
Với hệ thống quân sự đa dạng, Rise of Prussia đòi hỏi người chơi phải quản lý một khối lượng công việc rất lớn từ cách quản lý các đơn vị quân và khai thác tài nguyên. Tuy nhiên, game cũng đã hỗ trợ rất tốt để người chơi dễ dàng tập trung vào chiến thuật hơn ví dụ như lương thực của người chơi sẽ được tự động tính toán và sử dụng khi người chơi thực hiện các chiến dịch. Việc bố trí đội hình đa dạng làm cho khả năng thay đổi chiến thuật biến hóa hơn giúp cho người chơi có cơ hội trải nghiệm sâu hơn về mặt chiến thuật và chiến lược mà game đem lại. Mục tiêu xuyên suốt quá trình diễn biến của game là cố gắng chiếm lấy các thành trì của đối phương. Thành trì là nơi duy nhất cung cấp lương thực, tài nguyên để xây dựng và duy trì các đạo quân. Trong những cuộc hành quân xa, người chơi phải tính toán rất nhiều yếu tố. Ngoài việc cung cấp đầy đủ lương thực, quân trang cho binh lính thì các yếu tố về thời tiết sẽ ảnh hưởng rất lớn đến sự thành công của toàn chiến dịch. Giả sử khi gặp thời tiết xấu, hành trình kéo dài sẽ làm tiêu tốn rất nhiều lương thực và có thể gây thất bại cho toàn bộ chiến dịch nên người chơi phải cẩn trọng trong việc tính toán và điều quân.
Hệ thống danh sách sắp xếp được kế thừa từ game Europa Universalis III, người chơi được cung cấp công cụ hỗ trợ cho việc theo dõi và tìm kiếm các tướng lĩnh, các đơn vị quân. Ngoài ra, với giao diện đơn giản, được hiệu chỉnh đơn giản đến mức tối đa để hỗ trợ cho người chơi dễ dàng quản lý các đơn vị quân. Trên giao diện đầu tiên, người chơi sẽ được cung cấp toàn bộ các thông tin về địa hình, thời tiết và sẽ có cái nhìn tổng quát về chiến trường. AI của game nhìn chung cũng đã được nâng cấp tốt hơn so với các tựa game cùng loại, người chơi sẽ gặp phải khó khăn khi tấn công các dơn vị quân của đối phương.